# Fredrik Arvid Bloom
Fredrik Arvid Bloom, född 21 maj 1867 i Breds församling i närheten av Enköping, död 14 maj 1927 i Uddevalla, var sjöman, diktare, frikyrkopastor och psalmförfattare. 
Fredrik Bloom studerade vid högre allmänna läroverket i Enköping. Familjen flyttade år 1883 till Stockholm, där han tog sin navigationsexamen och blev sjöman. Han gifte sig med frälsningsofficeren Lotten Emilia Anderson i Chicago år 1898, hon avled dock redan den 19 mars 1900. Bloom förklarades år 1902 som obefintlig i Sverige, men just då (1901–1904) studerade han vid North Parks pastorsseminarium i Chicago, efter att tidigare ha varit officer i Frälsningsarmén. Han arbetade därefter som pastor inom Covenant Church, men lämnade tjänsten och försörjde sig istället som försäljare. Han gifte sig igen 1908, denna gång med Hanna Maria Lindström. Detta äktenskap upplöstes i mars 1919. År 1916 blev han åter frälst och vid ett besök i början på 1917 hos Blomberg skrev han texten till Pärleporten.
I Omaha gav han ut diktsamlingen Vågskvalp 1898. År 1916 kom Blandade dikter ut i San Diego. I den sistnämnda boken talas om hustrun och barnen Viola, Wendel och Ruth. Bloom återfinns som pastor i Titusville år 1918 men kom tillbaka till Sverige 1921. År 1923 flyttade han från Gustaf Vasa församling i Stockholm till Säter, där han blev pastor i Svenska missionsförbundet. Under tiden i Säter gifte han sig för tredje gången, nu med Berta Andersson, född 1894 i Glava, Värmland. De fick en son år 1924. År 1925 flyttade han till Rättvik och bodde ett år i Vikarbyn. Från 1926 till sin död i blindtarmsinflammation år 1927 bodde han i Uddevalla och reste som pastor i Svenska Baptistsamfundet. Han är begravd på Ramneröds kyrkogård.
I Hemlandsklockan, utgiven 1907 i Minneapolis, finns han representerad med sju sånger. Melodi till "Guldgrävarsången" användes i filmen Två trappor över gården 1950.

## Psalmer
- Som en härlig gudomskälla, nr 423 i Segertoner 1930. Allmänt kallad "Pärleporten". Diktad 1917.
- Underbara Gudakärlek, nr 253 i Solskenssånger Finns på Wikisource.
- Guldgrävarsången som var ett av de stora numren i Lapp-Lisas repertoar.
- Håll gyllne porten på glänt, nr 38 i sångsamlingen Barnatro och pärleport.
- Uti anden jag skådar i fjärran ett kors, nr 264 i Solskenssånger.